# Catoprion mento
Catoprion mento és una espècie de peix de la família dels caràcids i de l'ordre dels caraciformes.

## Morfologia
- Els mascles poden assolir 15 cm de llargària total.[3]

## Alimentació
Menja escates d'altres peixos.

## Hàbitat
Viu en zones de clima tropical entre 23 °C - 26 °C de temperatura.

## Distribució geogràfica
Es troba a Sud-amèrica: conques dels rius Amazones, Essequibo, Orinoco i Paraguai.

## Observacions
La seua dentadura pot causar greus mossegades als humans.